# Billy Morrison
Billy Morrison (9 de febrero de 1969) es un músico, actor y pintor británico, reconocido principalmente por su participación como guitarrista de Billy Idol.

## Carrera
Antes de su trabajo con Idol, Morrison trabajó en las agrupaciones Camp Freddy y Circus Diablo, y tuvo un pequeño paso por la banda The Cult como bajista. Desde 2013 también se dedica a la pintura, y una obra de su colección Butterfly fue exhibida en el Capitolio de los Estados Unidos. Paralelamente, ha registrado varias apariciones en producciones de cine y televisión.
En 2021 colaboró como músico invitado en el álbum Moral Hygiene de la banda de metal industrial Ministry.

## Filmografía
- Reboot Camp (2020)
- Massacre (2015)
- Len and Company (2015)
- K-11 (2012)
- Californication (2011)
- The Heart Is a Drum Machine (2009)
- The Perfect Age of Rock 'n' Roll (2009)
- Basement Jack (2008)
- Evilution (2008)
- Tripping Forward (2006)